# Empetrum nigrum
Pour les articles homonymes, voir Camarine.
Espèce
Classification phylogénétique
La Camarine noire (Empetrum nigrum) est une espèce de plantes à fleurs de la famille des Éricacées. 

## Description
C'est un sous-arbrisseau persistant.

## Habitat et répartition
La plante pousse sur sol acide principalement dans les landes humides. Dans les zones froides, on la rencontre en plaine, dans les zones tempérées, c’est une plante de montagne.
La camarine noire est présente dans les zones tempérées et froides de l’hémisphère boréal.
En Belgique, elle est rare, mais on peut la trouver dans les régions les plus élevées de l’Ardenne.
En France et en Suisse, elle est présente en montagne.
Au Québec, on la retrouve dans des milieux tourbeux.

## Description

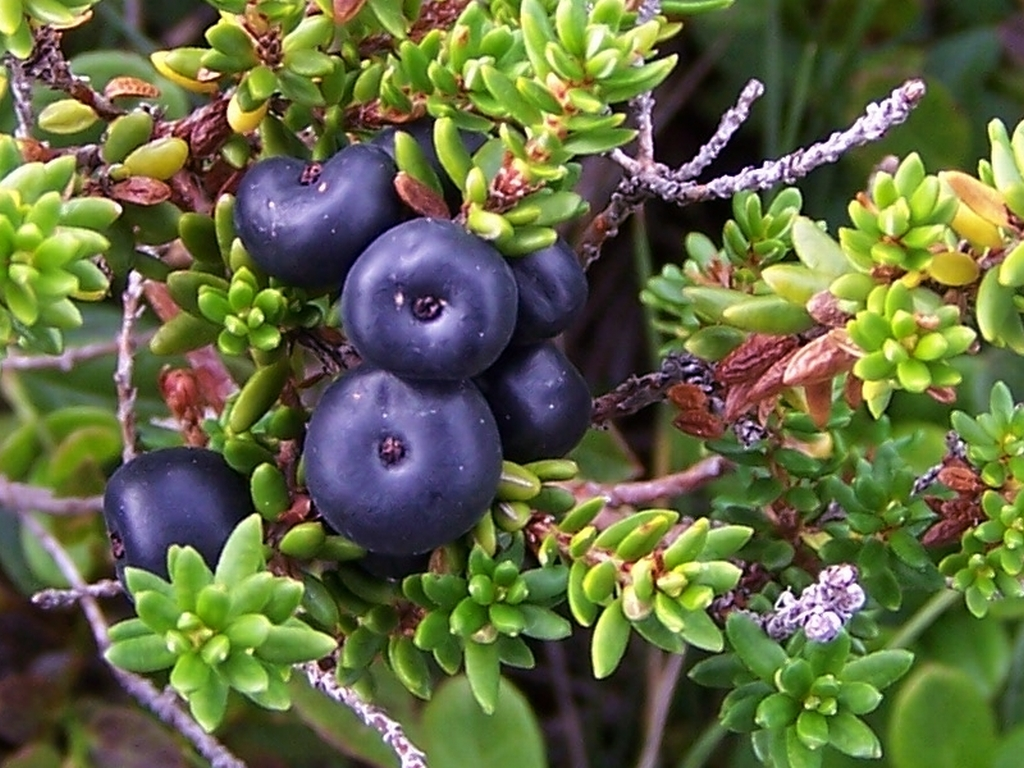
Les fruits de la camarine.

La plante, qui atteint 15 à 45 cm de hauteur, a des tiges couchées enracinantes et à extrémités dressées de couleur rouge.
Les tiges sont densément couvertes de petites feuilles linéaires et à marge entièrement enroulée, de 4 à 6 mm de long et de 1 à 2 mm de large.
Le périanthe des fleurs peu apparentes (diamètre 1 à 2 mm) est constitué de six pièces semblables (trois sépales et trois pétales) libres, de couleur rosée à purpurine.
Les fleurs de la sous-espèce type sont soit mâles avec 3 étamines, soit femelles avec 6 à 9 carpelles soudés à leur base.
Les fleurs femelles sont suivies de baies noires, qui sont comestibles et fort appétissantes. Notamment en Islande, elles sont utilisées comme produit de consommation pour confitures et tartes.
On distingue deux sous-espèces :
- subsp. nigrum, dioïque, présente surtout en plaine.
- subsp. hermaphroditicum (Hagerup) Böcher, présente surtout en montagne.

La sous-espèce hermaphroditicum est plus trapue. Elle a des tiges dressées non enracinantes à extrémité de couleur verte. Les feuilles sont plus larges et les fleurs hermaphrodites. Les étamines marcescentes persistent sous les baies.

## Remarques
- Les taxons présents en Asie sont rattachées à la var. asiaticum, ceux d’Extrême-Orient à la var. japonicum.
- La camarine pourpre ou goule rouge, un taxon très semblable à baies pourpres du Nord-est du continent américain – appelée jadis Empetrum nigrum var. atropurpureum (Fern. & Wieg.) Boivin (Syn. Empetrum atropurpureum Fern. & Wieg.) – est actuellement élevée au rang d’espèce : Empetrum eamesii Fern. & Wieg. La sous-espèce atropurpureum (Fern. & Wieg.) D. Löve a des baies d'un pourpre plus foncé.